# Butter-Fly
Albums de Kōji Wada
Target ~Akai Shōgeki~
(2000)
Singles
Albums de Kōji Wada
Hirari
(2007)
Singles
Butter-Fly est le tout premier single chanté par le chanteur japonais Kōji Wada. Cette chanson a été popularisée grâce à l'anime original Digimon Adventure, diffusé pour la première fois le 23 avril 1999, ainsi qu'au film du même nom, initialement diffusé le 10 mars 1999. Pour fêter le 10e anniversaire de la franchise Digimon ainsi que celui du premier single, Wada commercialise une nouvelle version ("Strong Version") le 22 avril 2009. La chanson a également été reprise par Masaaki Endoh dans son album Enson, et est actuellement le thème récurrent de l'anime Kumikyoku Nico Nico Douga.

## Liste des titres
Toutes les musiques ont été composées par Cher Watanabe.
| 1.    | Butter-Fly                    | 4:18 |
| 2.    | Seven                         | 4:17 |
| 3.    | Butter-Fly (Original Karaoke) | 4:18 |
| 4.    | Seven (Original Karaoke)      | 4:17 |
| 17:12 |                               |      |

| "Butter-Fly ~Strong Version~" single | "Butter-Fly ~Strong Version~" single             | "Butter-Fly ~Strong Version~" single | "Butter-Fly ~Strong Version~" single | "Butter-Fly ~Strong Version~" single | "Butter-Fly ~Strong Version~" single | "Butter-Fly ~Strong Version~" single | "Butter-Fly ~Strong Version~" single | "Butter-Fly ~Strong Version~" single | "Butter-Fly ~Strong Version~" single |
| No                                   | Titre                                            | Durée                                |                                      |                                      |                                      |                                      |                                      |                                      |                                      |
| ------------------------------------ | ------------------------------------------------ | ------------------------------------ | ------------------------------------ | ------------------------------------ | ------------------------------------ | ------------------------------------ | ------------------------------------ | ------------------------------------ | ------------------------------------ |
| 1.                                   | Butter-Fly ~Strong Version~                      | 4:30                                 |                                      |                                      |                                      |                                      |                                      |                                      |                                      |
| 2.                                   | Seven ~10th Memorial Version~                    | 4:37                                 |                                      |                                      |                                      |                                      |                                      |                                      |                                      |
| 3.                                   | Butter-Fly ~Strong Version~ (Original Karaoke)   | 4:30                                 |                                      |                                      |                                      |                                      |                                      |                                      |                                      |
| 4.                                   | Seven ~10th Memorial Version~ (Original Karaoke) | 4:37                                 |                                      |                                      |                                      |                                      |                                      |                                      |                                      |
| 18:13                                |                                                  |                                      |                                      |                                      |                                      |                                      |                                      |                                      |                                      |